# Brachys paulensis
Brachys paulensis es una especie de escarabajo barrenador metálico del género Brachys, categorizada en la tribu Trachyini, de la subfamilia Agrilinae.

## Taxonomía
Fue descrita científicamente por Obenberger en 1923.
Tratamiento taxonómico
La especie aparece registrada y publicada en Studien über die Buprestiden. Entomologische Blätter 19:114-125. (1923).